# Илтис, Хью Хеллмут
Хью Хеллмут Илтис (англ. Hugh Hellmut Iltis, 7 апреля 1925, Брно, Чехословакия — 19 декабря 2016) — американский ботаник, почётный профессор ботаники чехословацкого происхождения, известный прежде всего своими открытиями в окультуривании кукурузы сахарной.

## Биография
Вырос в Чехословакии, но вынужденно уехал из Европы как беженец за несколько недель до вторжения нацистов в страну в марте 1939 года. Его отец Гуго Илтис был учителем в Гимназии Брно, ботаником и генетиком, а также красноречивым противником нацистской евгеники. Он был биографом Грегора Менделя.
Служил в армии США в Европе во время Второй мировой войны, первоначально в артиллерийской части. Позже он был перевёден в подразделение разведки. После войны Илтис был отправлен в Германию, где он перебирал груды документов, оставленных нацистами, обнаруживая доказательства немецких военных преступлений.
Обучался прежде всего систематике растений и таксономии с акцентом на семейства Клеомовые и Каперсовые. Будучи страстным коллекционером растений, он возглавлял множество экспедиций во многие части мира для поиска новых видов растений.
Как ботаник занимал пост директора Гербария Университета Висконсина в Мадисоне. Его работа имеет большое экономическое значение, так как он определил новые источники генетической изменчивости, которые были использованы растениеводами. Использовал таксономические и морфологические подходы для исследования окультуривания кукурузы сахарной. Его работа поддерживала представление, что окультуренная кукуруза сахарная была получена из видов рода Кукуруза, группы трав, которые произрастают в диком виде во многих районах Мексики.
Другое открытие Илтиса произошло в 1962 году, когда он был в экспедиции по сбору растений в Перу. Илтис определил дикий томат, который никогда не классифицировался таксономистами прежде; он отметил его как № 832. Илтис послал образцы и семена множеству специалистов в этой области и собрал экземпляры для нескольких гербариев. Этот дикий томат оказался новым видом томата с намного более высоким содержанием сахара и сухих веществ, чем у окультуренных томатов. В качестве источника для гибридизации с окультуренными томатами он был использован для улучшения вкуса томатов и для повышения содержания сухих веществ.

## Научная деятельность
Специализировался на семенных растениях.

## Некоторые публикации
- Iltis, Hugh H. (1983). From teosinte to maize: The catastrophic sexual transmutation. Science 222 (4626): 886—894.
- Iltis, Hugh H. (1982). Discovery of No. 832: An essay in defense of the National Science Foundation. Desert Plants 3: 175—192.